# Idioma turrubal
Turrbal es una lengua aborigen australiana de Queensland. Es el idioma de la etnia Turrbal, que son los propietarios y custodios tradicionales de Brisbane.
Turrbal Association Inc usa la palabra Turrbal y la prefiere a otras grafías de Turrbal como Turubul, Turrubal, Turrabul, Toorbal, Tarabul.
Los cuatro dialectos enumerados en Dixon (2002) a veces se ven como lenguas durubálicas separadas, especialmente Jandai y Nunukul; Es más probable que Yagara y Turrbul propiamente dichos se consideren dialectos.

## Influencia en otros idiomas
La palabra 'yakka' en inglés australiano, es un término informal que se refiere a cualquier trabajo, especialmente de tipo extenuante, y proviene de la palabra Yagara 'yaga', el verbo para 'trabajo'.
La revista literaria Meanjin toma su nombre de "meanjin", una palabra de Turrbal que significa "punta", refiriéndose a la punta de tierra en la que Brisbane se construyó más tarde.